# Grooved Ware
Grooved Ware (geriefte oder gekerbte Ware) ist eine mittelneolithische Keramiktradition Großbritanniens und Irlands (dort vor allem im Boyne-Tal). Gordon Childe bezeichnete die Kultur ursprünglich als Skara-Brae-Kultur nach dem gleichnamigen Fundort auf den Orkney-Inseln.

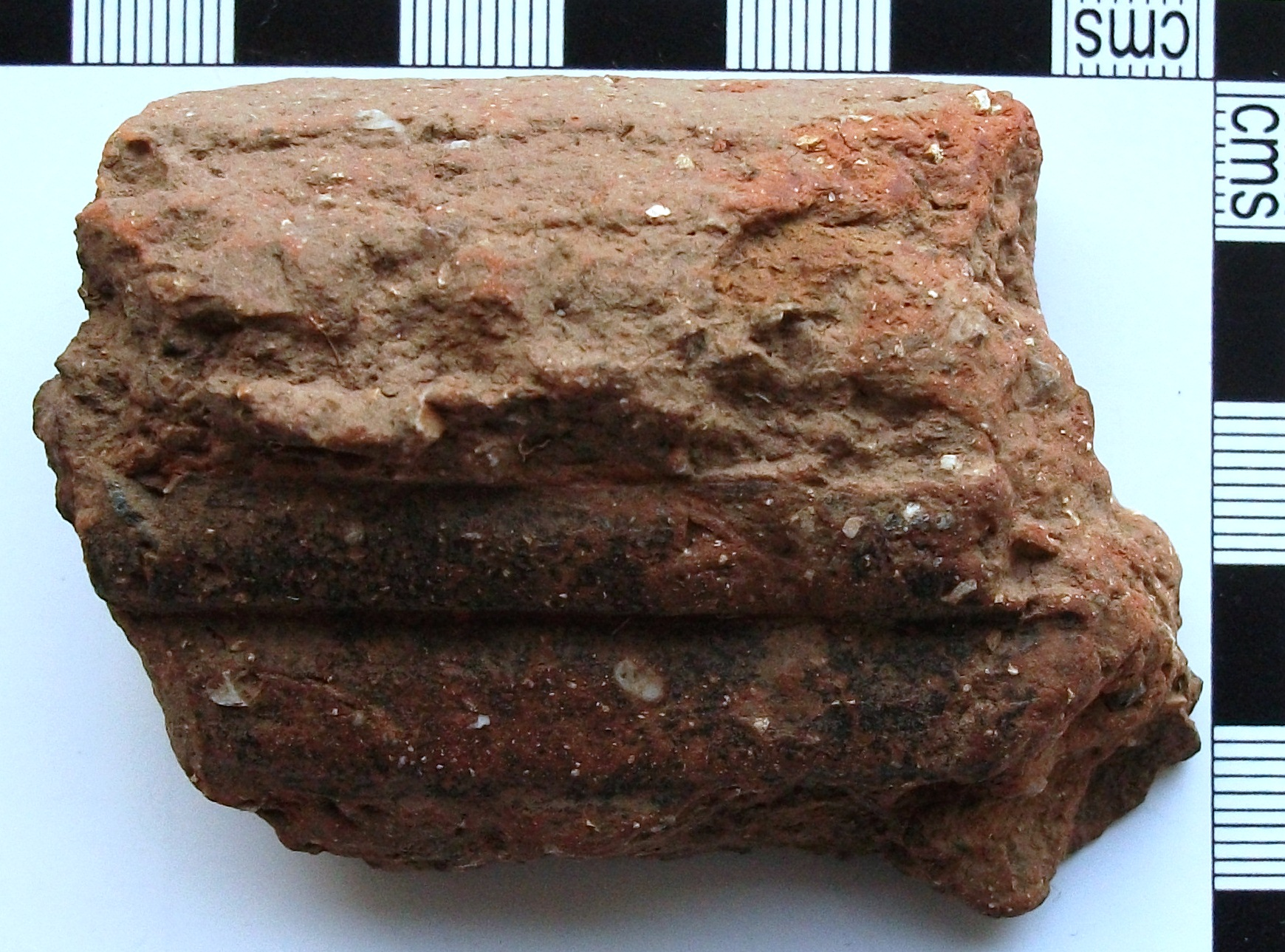
Randscherbe von „Grooved Ware“

## Datierung
Auf den Orkney-Inseln liegen die frühesten Daten um 3400 v. Chr., ab 3100 gibt es eine Anzahl gesicherter Daten. Ab 2800 v. Chr. ist der etwa 2000 v. Chr. endende Stil auch in Südengland nachgewiesen.

## Untergruppen
Die Grooved Ware wurde durch Ian Kinnes in die vier Lokalgruppen Rinyo (Schottland und Orkney), Clacton (Clacton-on-Sea), Woodlands und Durrington Walls unterteilt, zeigt jedoch weiträumige Ähnlichkeiten.

## Keramik
Als einzige Form ist ein flachbodiger tiefer Topf bekannt, dessen Wände gerade oder leicht gebaucht sein können. Es kommen zwei Größengruppen vor, Gefäße mit einem durchschnittlichen Mündungsdurchmesser von 40 cm und solche mit 10 cm, von Castleden als Tassen gedeutet.
Das oft sehr dichte Ornament, das die Außenseite und den Innenrand bedeckt, besteht aus eingeschnittenen Rillen in geometrischen Kordons. Senkrechte Rippen, waagerechte Bänder und Wellen ergänzen die Muster. Linda Hurcombe nimmt an, dass die Muster teilweise Körbe nachahmen.
Gefäße, bei denen eine Lipid-Analyse durchgeführt wurde, enthalten oft Reste von Schweinefett.

## Verbreitung
14C-Daten deuten an, dass die Grooved Ware in Schottland, vielleicht auf den Orkney-Inseln entstand. Der Vorläufer der Grooved Ware in Schottland ist die Unstan Ware. Gleichzeitig ist im Süden Großbritanniens die Peterborough Ware verbreitet.
Grooved Ware ist mit Siedlungen wie Skara Brae und Rinyo in Schottland, Capel Eithin (Anglesey) sowie Henges wie Durrington Walls und Woodhenge verbunden. Sie findet sich auch häufig in Holzkreisen (Timber circles). Auch in Irland wurde Grooved Ware gefunden, zusammen mit den charakteristischen Häusern (Vierpfostenstrukturen), zum Beispiel in Balgatheran und New Grange.